# Greg Koch
Greg Koch (Milwaukee, 23 giugno 1966) è un chitarrista statunitense.
Cresciuto a Wauwatosa, nella zona di Milwaukee, ha iniziato a suonare la chitarra all'età di 12 anni. È stato influenzato dal chitarrista e compositore Jimi Hendrix.
Nell'aprile del 2020 la Fender Musical Instruments Corporation ha inserito Greg Koch tra i migliori 10 chitarristi strumentali.
A proposito della sua tecnica chitarristica, Koch dichiara che si tratta solo di duro lavoro ed esercizio. Greg Koch dice di non avere hobby, le sue passioni sono suonare la chitarra e fare figli. Greg Koch non beve alcolici e dichiara di essere astemio da più di 25 anni.

## Gioventù
Koch è cresciuto nel Wisconsin, il più giovane di sette fratelli. Koch ha seguito corsi di musica jazz all'università del Wisconsin Stevens Point.

## Vita privata
Koch ha incontrato sua moglie Sarah al college, si sono sposati nel 1993 e sono genitori di quattro figli, due maschi e due femmine. Il loro figlio maggiore Dylan è batterista nella band del padre, il Koch Marshall Trio.

## Carriera
Koch ha vinto il Bluesbreaker Guitar Showdown del 1989, concorso presieduto dal famoso cantante e chitarrista Buddy Guy. Koch ha inoltre suonato con Joe Bonamassa. Greg Koch tiene seminari sponsorizzati da Martin Guitar. Greg Koch è autore di molte pubblicazioni di tecniche e stili di chitarra.

### Greg Koch e i Tone Controls
Il gruppo si formò inizialmente come trio con chitarra, basso e batteria. I membri originali della band sono Gary Koehler (batteria e voce), Kevin Mushel (basso e voce) e Greg Koch (chitarra e voce). Nel gruppo hanno suonato anche John Calarco alla batteria e Tom Goode al basso.
Greg Koch e i Tone Controls hanno vinto cinque Wisconsin Area Music Awards come Artista Blues dell'Anno (1993, 1995, 1996, 1997 e 1998).

### Greg Koch e gli Other Bad Men
Koch ha registrato un album dal vivo (Greg Koch and Other Bad Men Live on the Radio) con il bassista Roscoe Beck, il cantante Malford Milligan, e i batteristi John Calarco e Tom Brechtlein.

### Il Koch Marshall Trio

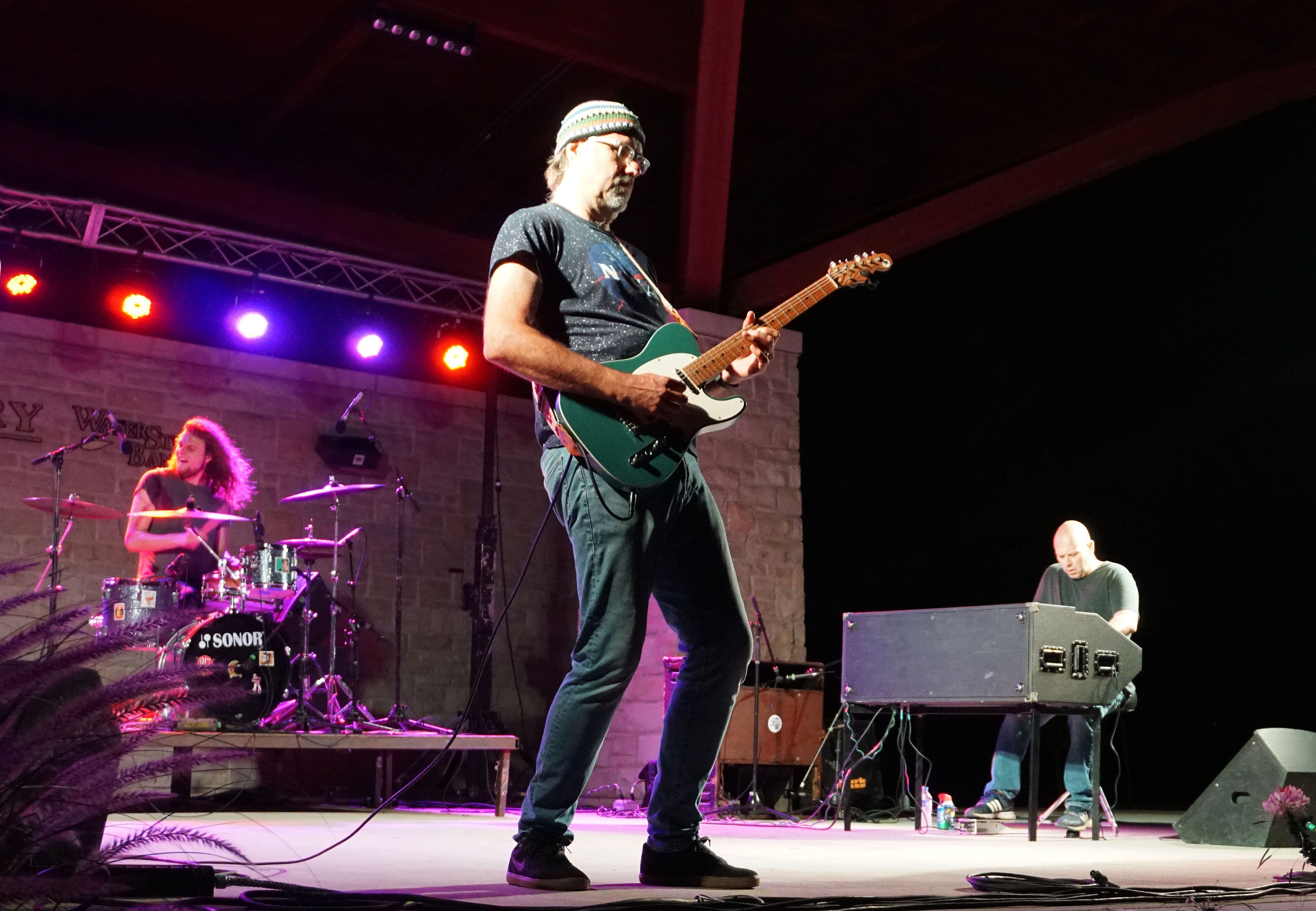
Il Koch Marshall Trio dal vivo al Tosa Fest, 8 settembre 2018

Il Koch Marshall Trio è il gruppo di maggior successo formato da Greg Koch. La band ha ricevuto buona accoglienza e buone recensioni.
Il Koch Marshall Trio è un gruppo strumentale (chitarra/organo/batteria) formatosi nel 2017. Il gruppo vede Dylan Koch, figlio di Greg, alla batteria, Toby Lee Marshall all'organo Hammond, e Greg Koch alla chitarra. Il Koch Marshall Trio ha firmato un contratto con il Mascot Label Group. Il loro primo album in studio, Toby Arrives, è uscito il 23 Febbraio 2018. L'album è stato proposto per una candidatura al premio Grammy 2018.

### Greg Koch Solo
Greg Koch tiene seminari anche per Fishman. La Koch Amplifier Company gli ha dedicato un modello di amplificatore ‘The Greg’, costruito secondo sue specifiche. Dal 2019 la Reverend Guitars costruisce la ‘Greg Koch Signature Gristlemaster’. Le chitarre sono prodotte in diversi colori, denominati umoristicamente da Greg. Ad esempio: Kochwork Orange, e Blucifer.
Dal 2011 Greg Koch collabora con la Wildwood Guitars in Colorado, per la quale ha prodotto circa 4000 video che hanno raccolto complessivamente più di 50 milioni di visualizzazioni.
A Dicembre 2019 è uscito un album acustico con 14 brani e una durata totale di 38 minuti.
Nel 2019 Koch ha firmato un contratto con la True Grit Talent Agency.

## Stile
Greg Koch ha sviluppato un proprio stile originale detto "chicken pickin'", a volte anche hybrid picking. Koch tiene il plettro tra il pollice e l'indice della mano destra e lo usa per pizzicare le corde basse della chitarra; usa le altre tre dita per pizzicare le corde alte.
Greg Koch definisce "gristle" questa tecnica, e lui stesso è stato chiamato "The Gristle King". Il Gristle è un genere chitarristico strumentale, nel quale i brani contengono un crescendo di assoli.
La tecnica di Greg Koch è apprezzata da molti chitarristi. Greg Koch ha suonato alle celebrazioni per il centesimo compleanno del pioniere della chitarra elettrica Les Paul.

## Strumentazione

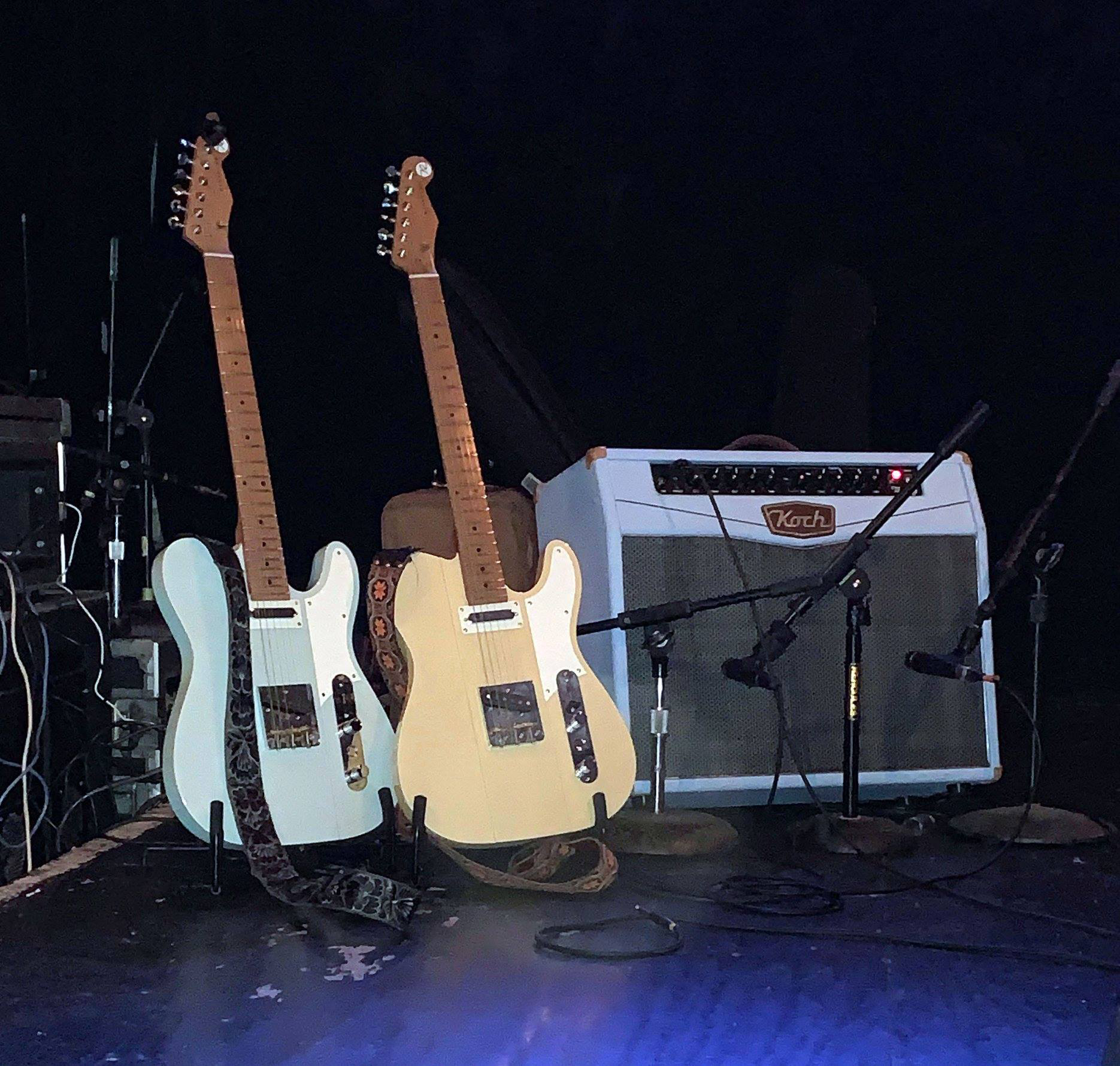
Due chitarre Reverend Gristlemaster Greg Koch signature accanto a un amplificatore Greg Koch signature (The Greg) by Koch Amps.

### Chitarre
- 1953 Fender Telecaster
- Wildwood Spec #10 Fender Telecaster with Fishman Fluence Pickups
- Fender Stratocaster
- Fender Custom Shop Greg Koch GSK Stratocaster
- Reverend Guitars Greg Koch Signature Gristlemaster[16]

### Accessori
- Fishman Fluence Signature Series Greg Koch Gristle-Tone™ Pickups
- T Jauernig Electronics, Greg Koch The Gristle King V3 effect pedal

### Amplificatori
- Koch Amplifier signature amp "The Greg"

## Libri e metodi per chitarra
- Hal Leonard Guitar Method Book 1: Book/CD Pack By will Schmid and Greg Koch January 1995
- Hal Leonard Guitar Method - Blues Guitar by Greg Koch January 2002
- Hal Leonard Guitar Method, Complete Edition: Books 1, 2 and 3 By Will Schmid and Greg Koch May 2002
- Rhythm Riffs: Over 200 Riffs in All Styles Hal Leonard Guitar Method (Hal Leonard Guitar Method (Songbooks)) by Greg Koch May 2003
- Lead Licks: Over 200 Licks in All Styles Hal Leonard Guitar Method (Hal Leonard Guitar Method (Songbooks)) by Greg Koch January 2003
- Hal Leonard Country Guitar Method (Hal Leonard Guitar Method) by Greg Koch January 2004
- Hal Leonard Guitar Method Book 2: Spanish Language Book Only (Spanish Edition) by Will Schmid and Greg Koch December 2004
- Greg Koch (Guitar Play-Along, Vol. 28 by Greg Koch February 2005
- Hal Leonard Metodo Para Guitarra - Libro 2: Spanish Edition Book/CD Pack by Will Schmid and Greg Koch January 2005
- Hal Leonard Guitar Method, Book 1 - Left-Handed Edition (Hal Leonard Guitar Method Books) by Greg Koch August 2009
- Guitar Gumbo: Savory Licks, Tips & Quips for Serious Players by Greg Koch June 2012
- Slide Guitar In Standard Tuning by Greg Koch March 2016
- Hal Leonard Guitar Method - Book 1, Deluxe Beginner Edition: Includes Audio & Video on Discs and Online Plus Guitar Chord Poster by will Schmid and Greg Koch January 2016
- Guitar Clues: Operation Pentatonic by Greg Koch 2017
- Brave New Blues Guitar: Classic Styles, Techniques & Licks Reimagined with a Modern Feel by Greg Koch May 2018

## Discografia
- Greg Koch and the Tone Controls (1993)
- Double the Gristle (1997)
- Defenestrator (1998)
- The Grip (2001)
- Radio Free Gristle (2003)
- 13 X 12 (2003)
- 4 Days in the South (2005)
- Mixed Feelings (2005)
- Live on the Radio (Greg Koch and Other Bad Men) (2007)
- Nation Sack - Greg Koch and Malford Milligan
- From the Attic - Greg Koch Trio (2010)
- Strat's Got Your Tongue (2012)
- Plays Well with Others (2013)
- Vivid Gristle (Greg Koch and the Tone Controls) (2015)
- Unrepentant (2017)
- Toby Arrives (Koch Marshall Trio) (2018)
- Acoustic Gristle Soup (2019)

## DVD
- Guitar Gristle (2004)
- Guitar Signature Licks: Blues With Greg Koch (2004)
- Guitar Licks: Lead Lines & Phrases In The Style Of 25 Great Guitarists (2009)
- Vivid Gristle Greg Koch and the Tone Controls (2015)

## Altre partecipazioni
- Xpensive Dogs - Xpensive Dogs/Wat Tyler [Split CD] Greg Koch: Group Member, Guitar (1996)
- Sigmund Snopek III - Beer - Greg Koch: guitar (1998)
- Willy Porter Falling Forward (1999)
- Discover Wisconsin Music: Art-Of-The-State - Track 1 Ila Rose (2000)
- Various Artists - Where Blues Meets Rock, Vol. 5 - Track 10 Ain't Got Problems (2003)
- Xpensive Dogs - Dog Eat Dog (2004)
- Lisa Lauren - It Is What It Is Greg Koch: Guitar, Guitar (Electric), Dobro (2004)
- Joy Jackson  - To Be With You Greg Koch: Audio Production, Drums, Engineer, Mixing, Producer, backing vocals (2004)
- Alaria Taylor - Unfinished Business Greg Koch: slide guitar (2004)
- Various Artists - Acoustic Christmas Favored Nations - Track 5 God Rest Ye Merry Gentlemen (2004)
- Various Artists - Where Blues Meets Rock, Vol. 6. Track 4 Bored to Tears (2005)
- Roger Powell - Fossil Poets - Greg Koch: Bass, Effects, Guitar (2006)
- Lisa Lauren - Lisa Lauren Loves the Beatles - Greg Koch: guitar, Dobro (2006)
- Blues Power - Track 13 Change Is Gonna Come (2009)
- Ray Riendeau - Atmospheres - Track 4 Alias (2010)
- Various Artists - Pepper Shakers: Pepper Cake Label Sampler 3 Greg Koch Trio: Agree To Disagree (2011)
- Various Artists - Grooveyard Records: Best of, Vol. One (The Sound of Guitar Rock) Track 15 Foolish Mortals (2012)
- Carmen Grillo - A Different World - Track 1 Come and Gone (2013)
- John Sieger - A Walk in the Park - Greg Koch: Composer, Featured Artist (2013)
- Various Artists - Blues Essentials [Pepper Cake] Disc 2 track 7, Disc 3 track 13, Disc 5 track 6 (2014)
- Various Artists - Blues from a Smoky Bar, Vol. 2 Greg Koch: Track 3 Sleep Tight (2015)